# Allen Morgan
Allen Jerome Morgan (ur. 16 lipca 1925 w Seattle, zm. 12 września 2011 tamże) – amerykański wioślarz, złoty medalista olimpijski
Wystąpił na igrzyskach olimpijskich w Londynie w 1948 roku, gdzie osada USA w składzie: Warren Westlund, Bob Martin, Bob Will, Gordy Giovanelli i Allen Morgan (sternik) wywalczyła złoty medal w czwórkach ze sternikiem. W finale o 3 sekundy pokonali Szwajcarów, a o 8,3 sekundy wyprzedzili Duńczyków. Był to jego jedyny start olimpijski.
Po rozpoczęciu II wojny światowej zaciągnął się do United States Navy i służył na Pacyfiku. Kształcił się na University of Washington.